# Charly Schmukler
Charly Schmukler (7 d'octubre de 1968) és un enginyer de so de cinema i televisió.

## Carrera
Durant 11 anys treballa a Sogecable com a realitzador en el departament de so. Paral·lelament participa com a cap de so en diverses sèries de tv i en més de vint-i-cinc largomterajes, espanyols i internacionals, fent treballs de so directe i postproducció de so. De la seva filmografia destaquen cinc pel·lícules i 26 capítols per a tv amb el director Alex de la Iglesia. També ha treballat amb Julio Medem, Benicio del Toro, Gerardo Herrero, Juan Carlos Tabío, Carlos Saura, Marcelo Piñeyro, Álvaro Fernández Armero, Gerardo Vera, Sebastián Borensztein, Trần Anh Hùng i Roberto Santiago entre d'altres. En projectes de televisió amb Isabel Coixet, Achero Mañas, María Ripoll, Miguel Bardem i Manuel Palacios. En producció musical treballa com a enginyer en l'enregistrament de bandes sonores de diversos llargmetratges. Des de 1999 ha participat en més de 50 anuncis publicitaris i 46 documentals. Ha estat nominat en quatre oportunitats per als Premis Goya al millor so i en 2011 obté el premi Gamelab al millor so pel videojoc Castlevania: Lords of Shadow (Konami International).
En 2014 és guardonat amb el Goya al millor so per Las brujas de Zugarramurdi del director Álex de la Iglesia, mesclada en format de so Dolby Atmos.
Actualment és director de l'empresa Cinetik Serveis Audiovisuals, professor de l'ECAM, membre de la SGAE, de la AIE i de l'Acadèmia de les Arts i les Ciències Cinematogràfiques d'Espanya.

## Filmografia
Cinema
- Lo nunca visto (2019) (post-production), Marina Seresesky
- Campeones (2018), Javier Fesser
- Ni distintos ni diferentes: Campeones (2018), Álvaro Longoria
- La estrategia del pequinés (2018), Elio Quiroga
- Gretel and Gretel (2018) Beda Docampo Feijóo
- Vulcania (2015), José Skaf
- The Propaganda Game] (2015), Álvaro Longoria
- Francisco - El Padre Jorge] (2015), Beda Docampo Feijóo
- Words with Gods (2014), Álex de la Iglesia
- Messi] (2014), Álex de la Iglesia
- Castelvania: Lords of Shadow 2 (2014), Videojoc
- Ismael] (2013), Marcelo Piñeyro
- Las brujas de Zugarramurdi (2013), Álex de la Iglesia
- Sons of the Clouds] (2012) (Álvaro Longoria, Javier Bardem)
- 7 Días en La Habana] (2012) (Benicio del Toro, Julio Medem, Juan Carlos Tabío, Gaspar Noé)
- Silencio en la nieve (2011) Gerardo Herrero
- El Sueño de Ivan] (2011) Roberto Santiago
- Un cuento chino] (2011) Sebastián Borensztein
- Balada triste de trompeta (2010) álex de la Iglesia (Tornasol Films)
- Las viudas de los jueves] (2009) Marcelo Piñeyro (Tornasol Films)
- I Come with the Rain] (2009) Trần Anh Hùng
- Flores Negras] (2009) David Carreras (Mediapro)
- El cuerno de la abundancia] (2009) Juan Carlos Tabío (Tornasol Films)
- The Oxford Murders (2007) Alex de la Iglesia (Tornasol)
- La Zona] (2007) Rodrigo Plá (Morena Films / Estrategia)
- Los sentidos de la muerte (2007) Andrea Traina (Filmax)
- Fuerte Apache (2007) Jaume Mateu Adrover (Mediapro - Alta Producción)
- Concursante  (2006) Rodrigo Cortés (La Zona Films - Continental)
- Ángel Nieto: 12+1] (2005) Álvaro Fernández Armero (Grupo Drive)
- Iberia (2005) Carlos Saura (Morena Films / Wild Bunch / Telemadrid)
- Cuba Libre] (2005) Rai García
- Fin de curso] (2005) Miguel Martí (Morena Films)
- Lifting del Corazón (2005) Eliseo Subiela (Aquelarre / Jaleo)
- Las monstruosas aventuras de Zipi y Zape Claudio Biern Boyd (BRB Internacional)
- Crimen ferpecto (2004) (Nominació Goya millor so) Alex de la Iglesia (Sogecine/Pánico F)
- Looking for Fidel (2004) Oliver Stone (HBO /Rule 8)
- En ninguna parte] (2004) Miguel Angel Cárcano (I+D+C)
- Doble Juego] (2004) Alberto "Chicho" Durant (Agua Dulce Films)
- Batalla en el cielo] (2004) Carlos Reygadas
- Slam] (2003) Miguel Martí (Morena Films / Mediapro)
- Caballé más allá de la música] (2003) Antonio Farré (Morena Films) (Primer montaje de sonido)
- 800 balas (2002) Alex de la Iglesia (Pánico Films)
- Deseo] (2002) Gerardo Vera (Lola Films)
- Divertimento] (2000) José García Hernández (Complot)
- Gitano] (2000) Manuel Palacios – (Mescles de música - Ketama)
- La rosa de piedra] (1999) Manuel Palacios – (Gravació efecte de sala)
- Lisboa, Faca no coraçăo (1998) Manuel Palacios

Televisió
- Apaches (11 capítols) (2015-2017) Daniel Calparsoro, Alberto Ruiz Rojo, Miguel Ángel Vivas (New Atlantis)
- Víctor Ros (segona temporada) (8 capítls) (2016) Daniel Calparsoro, Belén Macías, Iñaki Peñafiel (New Atlantis)
- Plutón BRB Nero (26 capítols) (2008) Alex de la Iglesia (Pedro Costa PC – TVE2)
- Historias para no dormir: La Culpa (TV) (2005) Chicho Ibañez Serrador (Filmax)
- Películas para no dormir: La habitación del niño (TV) (2005) Alex de la Iglesia (Filmax
- Los Guiñoles de Canal+ (1998-2004)
- Francisco Boix, un fotógrafo en el infierno Lorenzo Soler (Canal+ - TVE)

## Premis obtinguts
- 2011 – Millor So Gamelab 2011 – Castlevania: Lords of Shadow (Konami International)
- 2014 – Premi Goya Millor so XXVIII edició dels Premis Goya (Acadèmia de les Arts i les Ciències Cinematogràfiques d'Espanya) per Las brujas de Zugarramurdi,d'Alex de l'Església

## Nominacions
- 2004 – Goya al millor so per Crimen ferpecto del director Álex de la Iglesia (Sogecine/Pánico Films)
- 2007 – Premi Mestre Mateo Edició2007 dels Premis Mestre Mateo de so de l'Academia Galega do Audiovisual'] per Concursante del director Rodrigo Cortés (La Zona Films)
- 2011 – Goya al millor so per Balada triste de trompeta del director Álex de la Iglesia (Tornasol Films)
- 2012 – Premis Cóndor de Plata. Millor so per Un cuento chino (2011) Sebastián Borensztein (Tornasol Films)
- 2019– Goya al millor so per Campeones de Javier Fesser (Películas Pendelton / Morena Films)